# Hugh Montgomerie (12e comte d'Eglinton)
Pour les articles homonymes, voir Hugh Montgomerie et Montgomerie.
Hugh Montgomerie, 12e comte d'Eglinton (5 novembre 1739 – 14 décembre 1819), est un pair, un homme politique et un compositeur écossais.

## Biographie
Il est titré Lord Montgomerie à partir de 1769, et siège en tant que député pour Ayrshire de 1780 à 1796. Cette année-là, il devient Lord Lieutenant du Ayrshire, poste qu'il occupe jusqu'à sa mort. En 1798, après avoir succédé au comté à son cousin, il est élu pair représentant et transféré à la Chambre des lords. Le 15 février 1806, il est nommé baron Ardrossan dans la pairie du Royaume-Uni, ce qui lui permet de siéger de plein droit. Il est fait chevalier du chardon en 1814.
Les gros navires n'ayant pas pu se rendre à Glasgow en raison de l'envasement de la rivière Clyde, Montgomerie fait la promotion et finance en partie les canaux de Glasgow, Paisley et Ardrossan. Cependant, les fonds sont épuisés et le canal n'est construit qu'entre Glasgow et Johnstone via Paisley. Le terminus de Glasgow du canal est à Port Eglinton. Bien que le quai soit maintenant comblé, la rue voisine, Eglinton Street, porte toujours son nom. Les travaux préparatoires sur le canal à partir du nouveau port créé à Ardrossan servent de base à Glasgow Street, principale artère de la ville.
Montgomerie est un compositeur amateur et violoncelliste. Son œuvre la plus connue est la chanson de danse "Ayrshire Lasses", et d'autres compositeurs lui ont consacré des œuvres, notamment Thomas Arne.